# Nationale Progressive Front

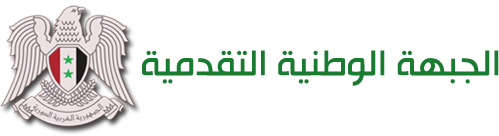
Logo der Nationalen Fortschrittsfront

Die Nationale Progressive Front oder  Nationale Fortschrittsfront (arabisch الجبهة الوطنية التقدمية al-Dschabha al-wataniya at-taqaddumiya, DMG al-Ǧabha al-Waṭaniyya at-Taqaddumiyya, französisch Front national progressiste, Abkürzung FNP) war ein Parteienbündnis in Syrien zwischen der Baath-Partei, den Kommunistischen Parteien sowie mehreren Blockparteien. Sie bestand im Land von 1972 bis 2024. Bereits ein Jahr später wurde im Irak ebenfalls eine Nationale Progressive Front unter der dort regierenden Baath-Partei gebildet.
Die Bezeichnung Einparteienstaat trifft auf Syrien somit formal nicht zu. Tatsächlich aber dominiert die Baath-Partei Politik und Gesellschaft des Landes. Eine ernstzunehmende legale Opposition existiert nicht, im inneren Führungskreis sind keinerlei Nichtbaathisten vertreten. Den anderen in der Front zusammengeschlossenen Parteien ist das Werben im Militär und Sicherheitsorganen sowie an Oberschulen und Hochschulen nicht gestattet. Allerdings existieren innerhalb der Koalitionsparteien oppositionelle Flügel und Plattformen, die unter dem Deckmantel der Front somit mehr oder weniger legal agieren können.

## Organisation und Mitglieder
Die Nationale Front Syriens (FNP) wurde 1972 gegründet, bereits 1966 war ein Mitglied der Kommunistischen Partei in die Regierung aufgenommen worden. Die Parteien dieser Front haben eine autoritäre und linksnationalistische bzw. revolutionäre und patriotische Ideologie (Islamischer Sozialismus und arabischer Nationalismus). Parteien mit anderen politischen Strömungen konnten der nationalen Front bislang nicht beitreten, doch die 2005 erfolgte Aufnahme der bis dato anti-baathistischen und daher verbotenen Syrischen Nationalistischen Partei gilt als vorsichtige Öffnung des Baath-Regimes seit dem Tod von Hafiz al-Assad. Sie trat 2012 wieder aus, um mit der Partei des Volkswillens die Volksfront für Wandel und Freiheit zu bilden.

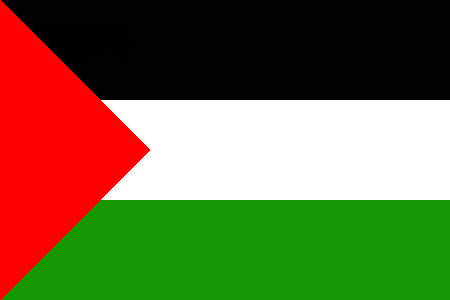
Flagge der Baath-Partei

Die zehn Parteien, die an diesem Zusammenschluss teilhaben und daher im Syrischen Parlament vertreten sind, sind:
- Arabisch-Sozialistische Baath-Partei
- Arabische Sozialistische Union (Nasseristen unter Dschamal al-Atassi)
- Syrische Kommunistische Partei (Bakdasch) (Anti-Perestroika-Flügel Chalid Bakdaschs)
- Syrische Kommunistische Partei (Vereint) (Pro-Perestroika-Flügel Yusuf Faisals)
- „Arabische Sozialistische Partei“ (Nachfolger Akram al-Hauranis)
- Arabische Sozialistische Bewegung (Nachfolger Akram al-Hauranis)
- Organisation der Einheitssozialisten (ehemalige Baathisten, 1975 mit der Baath-Partei zusammengeschlossen)
- Syrisch-Arabische Sozialistische Union
- Vereinigte Sozialistisch-Demokratische Partei
- Arabische Demokratische Union
- Bewegung Nationaler Pakt

## Belege
1. ↑  Innenpolitik Syriens
2. ↑  Syrian Parliamentary Elections: Cynicism Wins The Day (Memento des Originals vom 11. August 2012 im Internet Archive)  Info: Der Archivlink wurde automatisch eingesetzt und noch nicht geprüft. Bitte prüfe Original- und Archivlink gemäß Anleitung und entferne dann diesen Hinweis., Al Akhbar, 7 May 2012
3. ↑  Angaben des Auswärtigen Amtes über Syrien